# Bayard (cuirassé)
Pour les articles homonymes, voir Bayard.

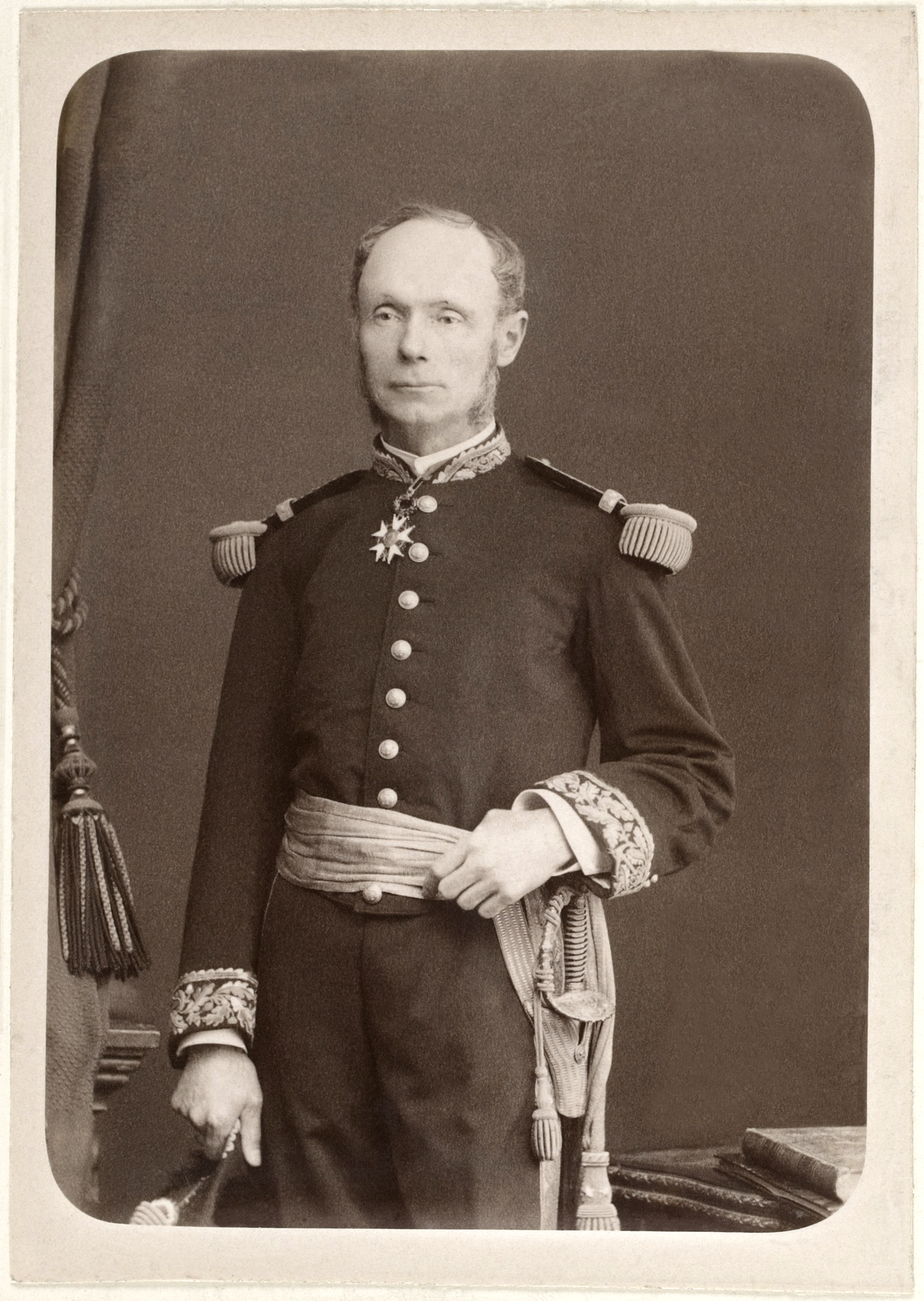
Amédée Courbet.

Le Bayard est un cuirassé de classe Bayard construit à l'arsenal de Brest entre 1875-1880. Il prend ce nom en l'honneur de Pierre Terrail de Bayard (1476-1524), plus connu sous le nom de « chevalier Bayard ».

## Conception
Ce  cuirassé, dit « stationnaire » ou « de croisière » car destiné à servir dans les colonies ou l'étranger, est construit sur des plans de Sabattier et Lebelin de Dionne. C'est un navire à coque en bois, avec blindage des flancs. Il a encore une propulsion mixte : un gréement de trois-mâts carré et des machines à vapeur.

## Histoire
En mai 1883, le capitaine de vaisseau Émile Parrayon en prend le commandement. Le Bayard devient le navire-amiral de l'amiral Courbet qui a été nommé au commandement de la Division des Essais, créée en avril 1883. Le 31 mai 1883, après la défaite et la mort du commandant Rivière durant l'expédition du Tonkin, à la bataille « du pont de papier », l'amiral Courbet est chargé de former la nouvelle division navale du Tonkin. Début juin, il part pour l'Extrême-orient à bord du Bayard et arrive en baie d'Along le 10 juillet, où il est rejoint par les cuirassés Atlante et Triomphante et le croiseur Duguay-Trouin.
En août 1883, durant la bataille de Thuan An (en), le Bayard bombarde les défenses côtières de Hué où il subit quelques dommages. D'octobre 1883 à juin 1884, la division opère un blocus naval sur les côtes du Tonkin qui déclenche la guerre franco-chinoise (août 1884-avril 1885). La marine française met en place l'Escadre d'Extrême-Orient dont le Bayard devient le navire-amiral pendant la durée du conflit.
Le 5 août 1884, les marins du Bayard prennent part au débarquement français à Keelung, mais doivent embarquer le lendemain devant la contre-offensive chinoise. Le Bayard ne prendra pas part à la bataille de Fuzhou, départ de la guerre franco-chinoise, à cause de la crue du fleuve Min, mais protège la station télégraphique de Sharp Peak, près des îles Matsu, seul point de communication avec la France.
Le 1er octobre 1884, le Bayard, avec d'autres unités françaises, soutient un nouveau débarquement à Keelung par un bombardement des positions côtières chinoises. Il participe aussi au blocus de Tamsui, puis de Formose (Taïwan aujourd'hui) de novembre 1884 à janvier 1885. En février 1885, cinq navires de guerre chinois tentent une sortie de Shanghai pour briser le blocus français. L'escadre de l'amiral Courbet les enferme dans la baie de Shipu. Lors du combat de Shipu, dans la nuit du 14 au 15 février 1885, le Bayard attaque l'escadre chinoise à l'ancre et met hors service la frégate Yuyuan. En mars 1885, le Bayard participe au blocus de Zhenzai, puis à la campagne des îles Pescadores et mène la bataille décisive par la prise de Magong, le 31 mars.
L'amiral Courbet meurt à bord du Bayard, dans le port de Magong le 11 juin 1885. Le Bayard quitte les îles Pescadores le 23 juin pour transporter le corps de Courbet en France, pour des funérailles nationales, en arrivant à Toulon le 26 août 1885.
Puis le Bayard fait route sur Brest pour être désarmé et mis hors service. Il servira finalement de ponton.